# Konrad Bleuler
Konrad Bleuler (* 23. September 1912 in Herzogenbuchsee, Schweiz; † 1. Januar 1992 in Königswinter) war ein Schweizer Physiker. Er leistete Beiträge zur theoretischen Teilchenphysik und Quantenfeldtheorie.

## Leben
Konrad Bleuler war ein Enkel des Ingenieurs und Präsidenten der ETH Zürich sowie Oberst Hermann Bleuler (1837–1912).

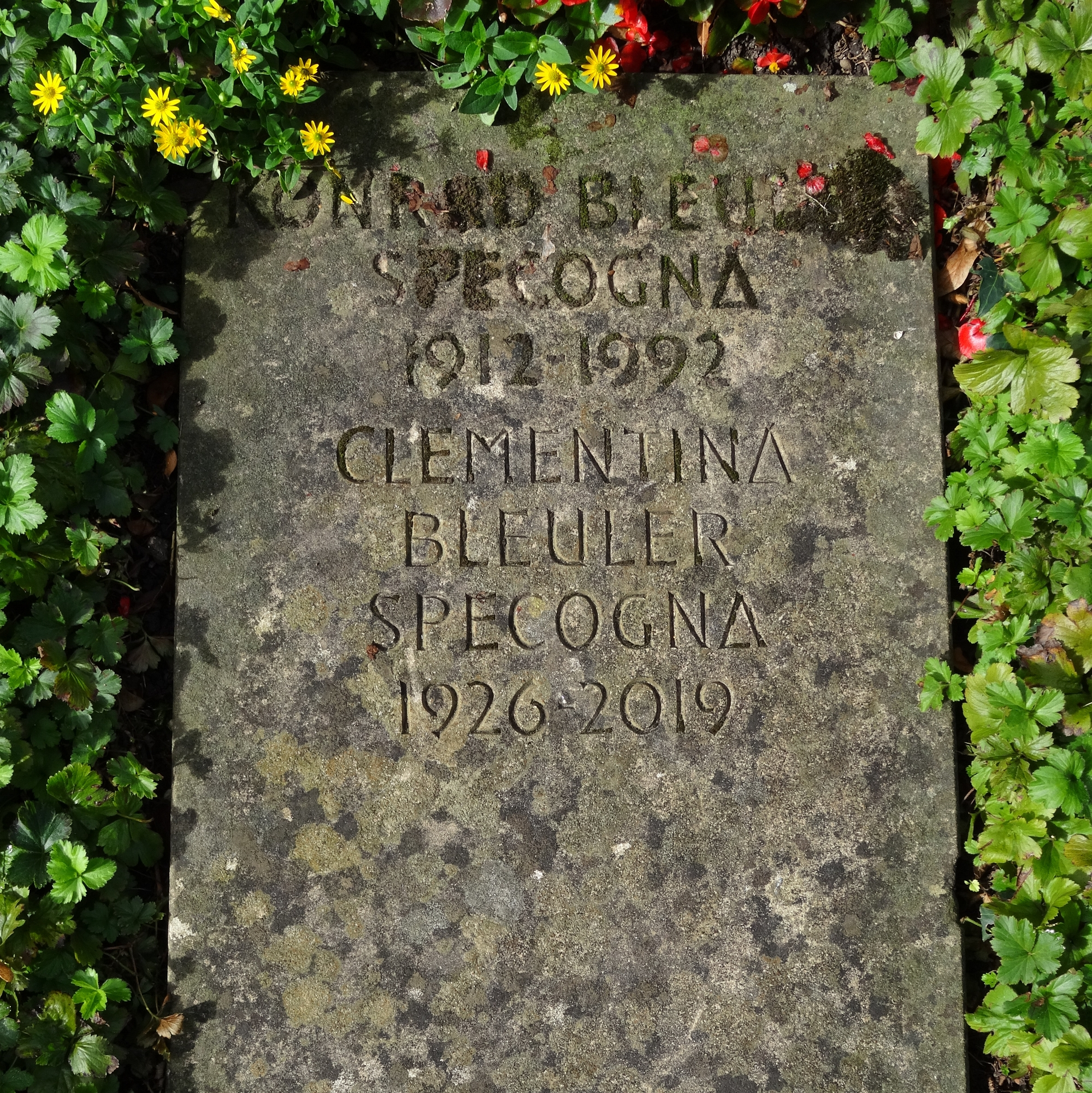
Grab, Friedhof Enzenbühl in Zürich.

Bleuler studierte 1931 bis 1936 Physik (und ingenieurwissenschaftliche Fächer) an der ETH Zürich, zunächst mit dem Ziel in die Industrie zu gehen. Er wechselte dann aber zur theoretischen Physik und hörte bei Wolfgang Pauli, bei dem er 1935 eine Diplomarbeit über Quantenelektrodynamik schrieb. Er wurde 1942 bei Michel Plancherel an der ETH mit der mathematischen Arbeit „Über den Rolle'schen Satz für den Operator Δu + λu und die damit zusammenhängenden Eigenschaften der Green'schen Funktion“  promoviert. Bleuler war zunächst Assistent von Ernst Stueckelberg in Genf und danach (ab 1943) von Gregor Wentzel an der ETH, wo er habilitiert wurde und Privatdozent und 1945 Titularprofessor wurde. In den 1940er und 1950er Jahren war er zu längeren Gastaufenthalten in Rom, Birmingham, Stockholm, Helsinki und Genua. 1957 wurde er Professor an der Universität Neuchatel. Von 1960 bis 1980  war er Professor an der Universität Bonn, wo er das Institut für Theoretische Kernphysik gründete , das heute zum Helmholtz-Institut für Strahlen- und Kernphysik gehört. Auch nach seiner Emeritierung blieb er dort noch bis zu seinem Tode (an einem Gehirntumor) aktiv. Lehrstuhl und Institut leitete von 1983 bis zu seiner Emeritierung 2002 Max Georg Huber.
1971 war Bleuler an der Gründung der International Conference on Differential Geometric Methods in Theoretical Physics beteiligt und seitdem regelmäßiger Organisator, zuletzt noch 1990 bei der 19. Konferenz in Rapallo. 1993 wurde auf der 22. Konferenz ihm zu Ehren eine „Bleuler Medal“ verliehen. 
Bleuler war mit Clementine (1926–2019), geborene Specogna verheiratet. Seine letzte Ruhestätte fand er auf dem Friedhof Enzenbühl in Zürich.

## Werk
Bleulers bedeutendster Beitrag ist der zusammen mit Suraj N. Gupta entwickelte Gupta-Bleuler-Formalismus zur Quantisierung des elektromagnetischen Feldes. Hiermit konnte ein durch die Eichinvarianz des Feldes hervorgerufenes Problem umgangen werden, indem die Transversalität physikalischer Photonen über das Verschwinden des Erwartungswerts eines Operators dem Zustandsraum aufgeprägt wird, der somit eine indefinite Metrik erhält. Dies war eine wichtige Arbeit zur Quantenelektrodynamik.
Weiterhin hat Bleuler an kern- und teilchenphysikalischen Themen gearbeitet. Schon in den 1950er Jahren befasste er sich mit der Mesonentheorie der Kernkräfte. So geht das Bonn-Modell der Kernkräfte, die diese nach Mesonenaustausch-Modellen parametrisiert, wesentlich auf ihn zurück .
Auch schrieb er über das Wirken anderer berühmter Wissenschaftler, so über Wolfgang Pauli und Rolf Nevanlinna .

## Sonstiges
In seiner Zeit in Neuchatel lernte Bleuler auch den Schriftsteller Friedrich Dürrenmatt kennen, dem er viele Physiker, die bei ihm an der Universität im Seminar vortrugen (wie Wolfgang Pauli), vorstellte. Dies war eine wichtige Inspirationsquelle für Dürrenmatts Theaterstück Die Physiker.